# Drosophila testacea (artgrupp)
Drosophila testacea är en holarktisk artgrupp inom släktet Drosophila och undersläktet Drosophila. Artgruppen innehåller fyra arter.

## Arter inom artgruppen
- Drosophila neotestacea
- Drosophila orientacea
- Drosophila putrida
- Drosophila testacea